# Agreste

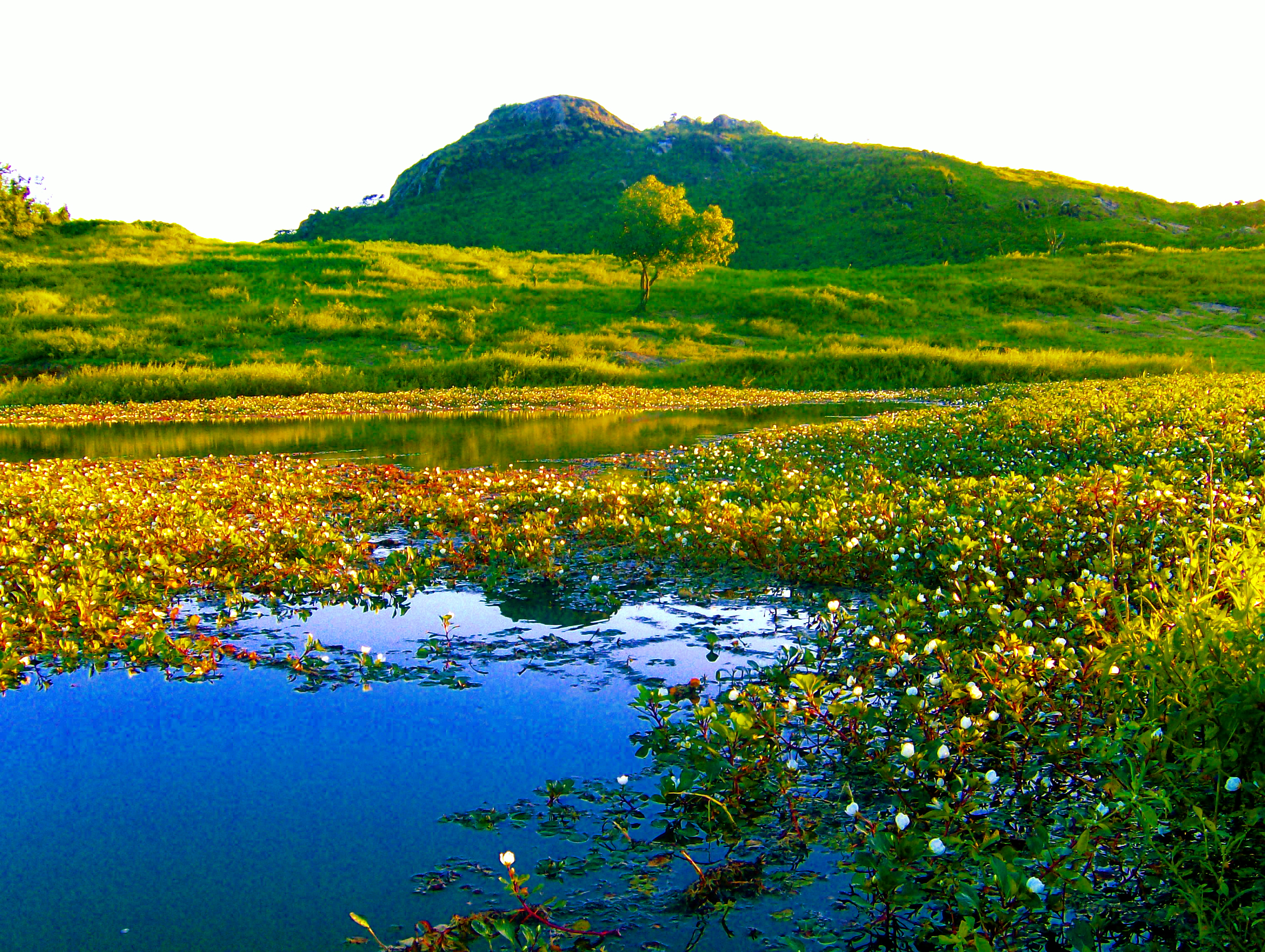
Zona de Agreste en Paraíba.

El Agreste es una área fitogeográfica de la Región Nordeste de Brasil de transición entre la zona de mata y el sertón, que se extiende por una vasta área en los estados brasileños de Bahía, Pernambuco, Paraíba y Rio Grande do Norte.
Posee un suelo esencialmente pedregoso, con vegetación rala y de tamaño pequeño, siendo sus especies más típicas las mirtáceas, combretáceas, leguminosas y cactáceas. Técnicamente, el agreste junto al sertón componen el ecosistema denominado caatinga. 
Por ser marcadamente un terreno de transición, hay áreas del Agreste donde hay mayor humedad, como los marjales. El principal accidente geográfico de la región es el Planalto da Borborema. Del lado oriental de este, se encuentran las tierras más húmedas (Zona de Mata); del otro lado, hacia el interior, el clima se va haciendo cada vez más árido (Sertón).
El Agreste está básicamente dividido en haciendas de pequeño y mediano tamaño, donde se desarrollan actividades agrícolas y ganaderas. Por ubicarse fuera de la región de influencia litoral, está sujeta a sequías cíclicas, de modo que buena parte de la población ahí residente depende esencialmente del régimen pluvial, el cual es irregular.
Algunas iniciativas, como la ONG Associação Plantas do Nordeste (APNE), y la agencia gubernamental Conselho Nacional de Desenvolvimento Científico e Tecnológico (CNPq, Consejo Nacional de Desarrollo Científico y Tecnológico), han desarrollado estudios para un aprovechamiento sustentable de la flora local, tanto para la investigación como para la preservación.